# Siekane
Siekane, Wąwóz Siekane – wąwóz, historyczna, niestandaryzowana część miasta Tarnogród w Polsce położona w województwie lubelskim, w powiecie biłgorajskim, w gminie Tarnogród.
Siekane stanowi wąwóz na północnych rubieżach miasta, wśród pól uprawnych dzielnicy Płuskie, który zarazem jest ważnym miejscem pamięci narodowej w Tarnogrodzie. Podczas okupacji rosyjskiej w XIX wieku Tymczasowy Rząd Narodowy (najwyższy organ wykonawczy w powstaniu styczniowym) wydał w 1863 roku manifest wzywający naród do walki o niepodległość Polski, równocześnie ogłaszając dekret o uwłaszczeniu chłopów. Aby powstrzymać chłopów od powstania, rząd carski wydał ukaz uwłaszczający chłopów na terenie Kongresówki. W Tarnogrodzie w wąwozie Siekane miała miejsce krwawa bitwa tarnogrodzkich powstańców z Kozakami, w której zginęło ok. 100 tarnogrodzian, spieszących na pomoc walczącym pod Potokiem i Suszką.
W 1963 roku, aby uczcić 100 poległych powstańców tarnogrodzkich (1863), gmina postawiła w tym miejscu pomnik z inskrypcją "W setną rocznicę upamiętnienia walk powstańczych o wolność i niepodległość społeczeństwa Tarnogrodu 1863–1963".